# Maria von Schomberg
Maria von Schomberg (* 1692; † 29. April 1762
in Frankfurt am Main) ist die Stammmutter des Adelsgeschlechts Degenfeld–Schonburg, das seinen Stammsitz im Schloss Eybach bei Geislingen an der Steige hat.

## Leben
Maria wurde als Tochter des Meinhard von Schomberg (1641–1719) und dessen Gemahlin Caroline Elisabeth, geb. Raugräfin zu Pfalz (1659–1696, Tochter des Kurfürsten Karl Ludwig von der Pfalz und Charlotte von Hessen-Kassel) geboren. Nach dem Tod ihres Bruders Charles (1683–1713, britischer Kavallerie-Oberst) erbte sie die deutschen Besitzungen ihrer Eltern, so auch das Schloss Schönburg bei Oberwesel. Ihre ältere Schwester Frederica erbte die englischen Besitzungen der Familie. 1733 starb ihre Tante Luise Raugräfin zu Pfalz, deren großes Vermögen Maria erbte.
Am 16. Februar 1717 heiratete sie in London den Kriegsminister Christoph Martin von Degenfeld-Schonburg, ihren Onkel 2. Grades. Der Ehe entstammten die Kinder:
- Elisabeth Dorothea (* 12. Dezember 1718; † 8. Februar 1771 in Friedelsheim) ⚭ Carl Graf von Wiser
- Friedrich Christoph  (* 1721; † 10. März 1781 in Wien) Generalmajor, ⚭ Gräfin Luise Susanna von Nassau-la Lecq (auch: de Lek) (* 13. Oktober 1726; † 2. August 1803)
- Friederike Sophia  (* 5. April 1723; † 7. Dezember 1789) ⚭ Graf Heinrich von Bünau (1720–1784)
- Margaretha Amalia (* 11. Dezember 1727; † 1790) ⚭ 1753 Karl Reinhard Röder von Schwerde († 1788)
- August Christoph (* 21. März 1730; † 17. April 1814)
 ⚭ Elisabeth Louise von Racknitz auf Pernegg (1732–1757)
 ⚭ 1762 Friederike Helene Elise von Riedesel zu Eisenbach (* 14. August 1742: † 3. August 1811)

Zwei Töchter und ein Sohn starben im frühen Kindesalter.
Mit der Heirat vereinigte Christoph Martin die Wappen der Degenfeld und Schomburg und gab sich den Namen von Degenfeld-Schonburg, der auf die Kinder überging. Die Nachkommen heißen bis heute Grafen von Degenfeld-Schonburg.
Maria wurde in der Französischen Kirche Frankfurt beigesetzt.